# 內子町
內子町（日语：／ Uchiko chō）是位於日本愛媛縣南予地方的町，在地理上相當接近愛媛縣的中心位置。境內約80%的面積被山林覆蓋，一級河川肱川支流小田川由西往東流經町内。當地的八日市護國地區以保留江戶時代的街道景觀與建築而聞名，是四國第一個日本重要傳統的建造物群保存地區。
由於當地為典型的內陸山地地形，所以產業以農林業為主。八日市護國地區存有完整的傳統街道，因此也帶動觀光產業的發展。特產有和紙傘、木蠟和和紙。

## 人口
| 內子町人口分布圖 |                                               |  |
| 內子町與日本全國年齡別人口分布比較圖 （2005年資料） | 內子町的年齡、男女別人口分布圖 （2005年資料） |  |
| ■紫色是內子町 ■綠色是全国 | ■藍色是男性 ■紅色是女性                       |  |
| 內子町人口變化 \| 1970年 \| 29,059人 \| \| \| 1975年 \| 26,413人 \| \| \| 1980年 \| 25,336人 \| \| \| 1985年 \| 24,079人 \| \| \| 1990年 \| 22,687人 \| \| \| 1995年 \| 21,678人 \| \| \| 2000年 \| 20,782人 \| \| \| 2005年 \| 19,620人 \| \| \| 2010年 \| 18,045人 \| \| \| 2015年 \| 16,742人 \| \| \| 2020年 \| 15,322人 \| \| |                                               |  |
| 資料來源：日本總務省統計中心提供之人口普查數據 |                                               |  |
| 1970年 | 29,059人                                      |  |
| 1975年 | 26,413人                                      |  |
| 1980年 | 25,336人                                      |  |
| 1985年 | 24,079人                                      |  |
| 1990年 | 22,687人                                      |  |
| 1995年 | 21,678人                                      |  |
| 2000年 | 20,782人                                      |  |
| 2005年 | 19,620人                                      |  |
| 2010年 | 18,045人                                      |  |
| 2015年 | 16,742人                                      |  |
| 2020年 | 15,322人                                      |  |

## 歷史
通過當地的大洲街道自古以來是四國朝聖的交通樞紐，因而帶動城鎮發展。江戶时代到明治時代，內子町因其高品質的手工生產的和紙以及木蠟，使當地更加繁榮。
大正之後由於石油和電力的普及，木蠟的生產逐漸減少。1982年，當地的八日市護國街區被選定為重要傳統的建造物群保存地區。

### 行政區域變遷
參考資料：
- 1889年12月15日：實施町村制，現在的轄區在當時分屬：
  - 喜多郡：內子町、滿穗村、立川村、五城村、大瀨村、村前村、五十崎村、天神村、御祓村。
  - 上浮穴郡：參川村、小田町村、石山村、田渡村。
  - 伊予郡：下灘村。
- 1908年9月30日：下灘村的部分地區被併入滿穗村。
- 1920年5月21日：五十崎村改制為五十崎町。
- 1929年12月26日：村前村被廢除，轄區分別被併入五城村、大瀨村、天神村。
- 1943年4月1日：石山村被併入小田町村。
- 1954年9月1日：天神村、御祓村、五十崎町合併為新設置的五十崎町。
- 1955年1月1日：滿穗村、立川村、內子町、五城村、大瀨村合併為新設置的內子町。
- 1955年3月31日：田渡村、参川村、小田町村合併為小田町。
- 2005年1月1日：內子町、五十崎町和小田町合併為新設置的內子町。

### 變遷表
| 1889年4月1日 | 1889年 - 1926年        | 1926年 - 1954年           | 1926年 - 1954年       | 1955年 - 1989年       | 1989年 - 現在       | 現在                |
| ------------ | ---------------------- | ------------------------- | --------------------- | --------------------- | ------------------- | ------------------- |
| 內子町       | 內子町                 | 內子町                    | 內子町                | 1955年1月1日 內子町   | 2005年1月1日 內子町 | 2005年1月1日 內子町 |
| 滿穗村       |                        |                           |                       | 1955年1月1日 內子町   | 2005年1月1日 內子町 | 2005年1月1日 內子町 |
| 立川村       |                        |                           |                       | 1955年1月1日 內子町   | 2005年1月1日 內子町 | 2005年1月1日 內子町 |
| 大瀨村       |                        |                           |                       | 1955年1月1日 內子町   | 2005年1月1日 內子町 | 2005年1月1日 內子町 |
| 五城村       | 五城村                 | 五城村                    | 五城村                | 1955年1月1日 內子町   | 2005年1月1日 內子町 | 2005年1月1日 內子町 |
| 村前村       | 村前村                 | 1929年12月26日 併入五城村 | 五城村                | 1955年1月1日 內子町   | 2005年1月1日 內子町 | 2005年1月1日 內子町 |
| 村前村       | 村前村                 | 1929年12月26日 併入天神村 | 1954年9月1日 五十崎町 | 1954年9月1日 五十崎町 | 2005年1月1日 內子町 | 2005年1月1日 內子町 |
| 天神村       |                        |                           | 1954年9月1日 五十崎町 | 1954年9月1日 五十崎町 | 2005年1月1日 內子町 | 2005年1月1日 內子町 |
| 五十崎村     | 1920年5月21日 五十崎町 | 1920年5月21日 五十崎町    | 1954年9月1日 五十崎町 | 1954年9月1日 五十崎町 | 2005年1月1日 內子町 | 2005年1月1日 內子町 |
| 御祓村       |                        |                           | 1954年9月1日 五十崎町 | 1954年9月1日 五十崎町 | 2005年1月1日 內子町 | 2005年1月1日 內子町 |
| 參川村       | 參川村                 | 參川村                    | 參川村                | 1955年3月31日 小田町  | 2005年1月1日 內子町 | 2005年1月1日 內子町 |
| 小田町村     | 小田町村               | 小田町村                  | 小田町村              | 1955年3月31日 小田町  | 2005年1月1日 內子町 | 2005年1月1日 內子町 |
| 石山村       | 石山村                 | 1943年4月1日 併入小田町村 | 小田町村              | 1955年3月31日 小田町  | 2005年1月1日 內子町 | 2005年1月1日 內子町 |
| 田渡村       |                        |                           |                       | 1955年3月31日 小田町  | 2005年1月1日 內子町 | 2005年1月1日 內子町 |

## 交通

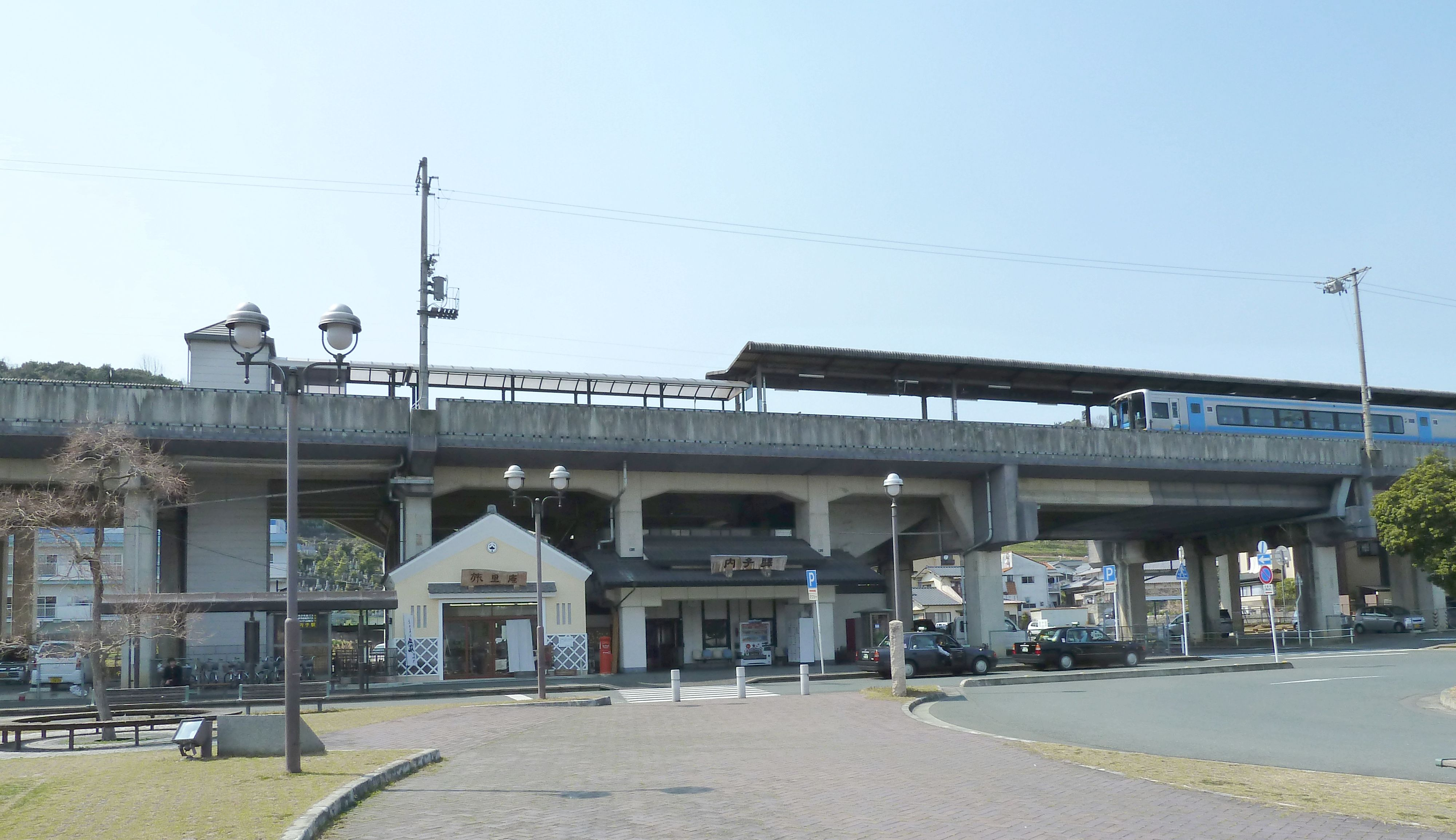
內子車站

### 鐵路
- 四國旅客鐵道
  - 予讚線（新線，亦稱山段）：伊予立川站 - 內子站 - （直通內子線）- 五十崎站

### 道路
高速道路
- 松山自動車道：內子五十崎交流道 - 內子休息區

## 觀光

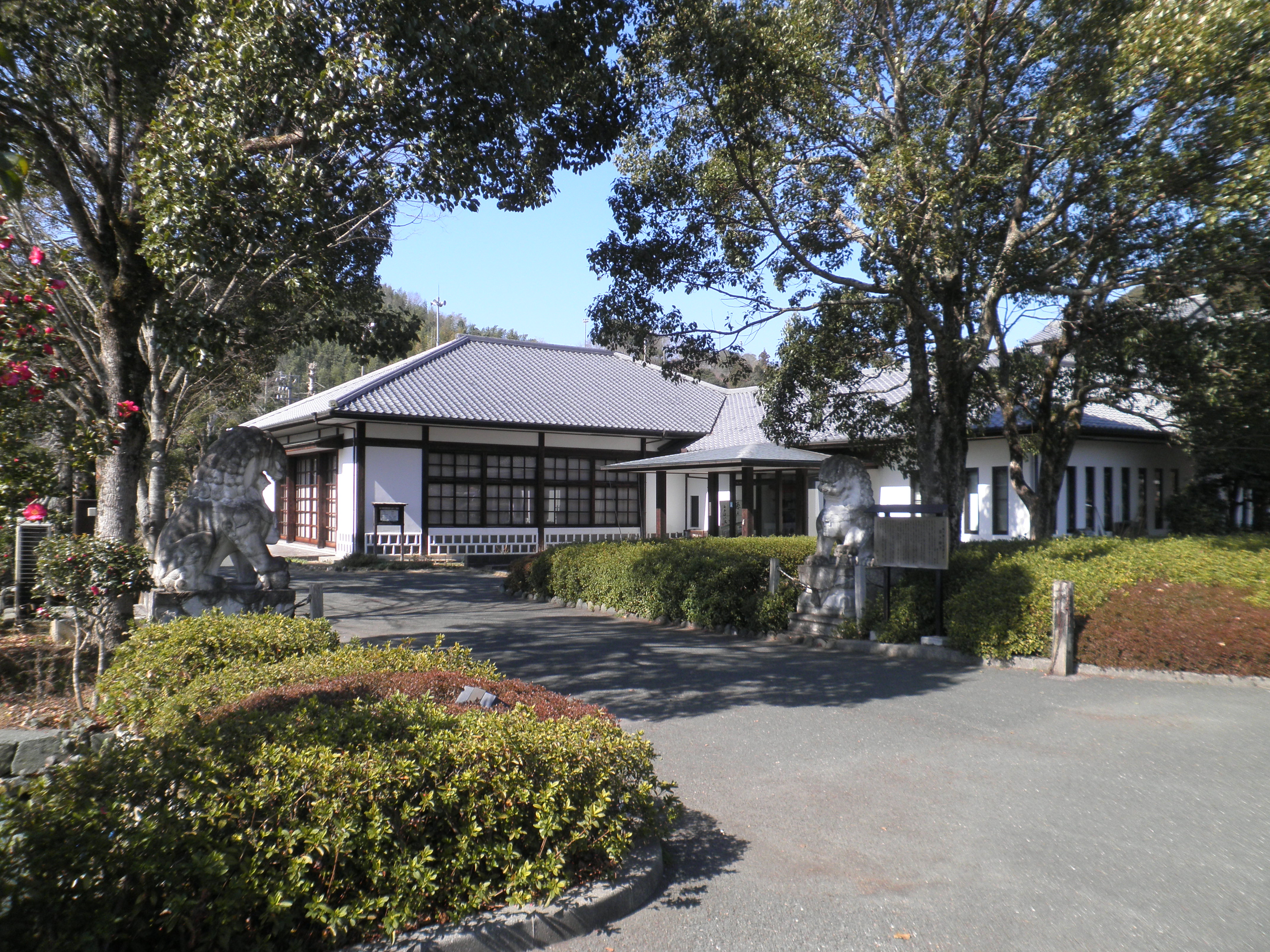
五十崎風箏博物館

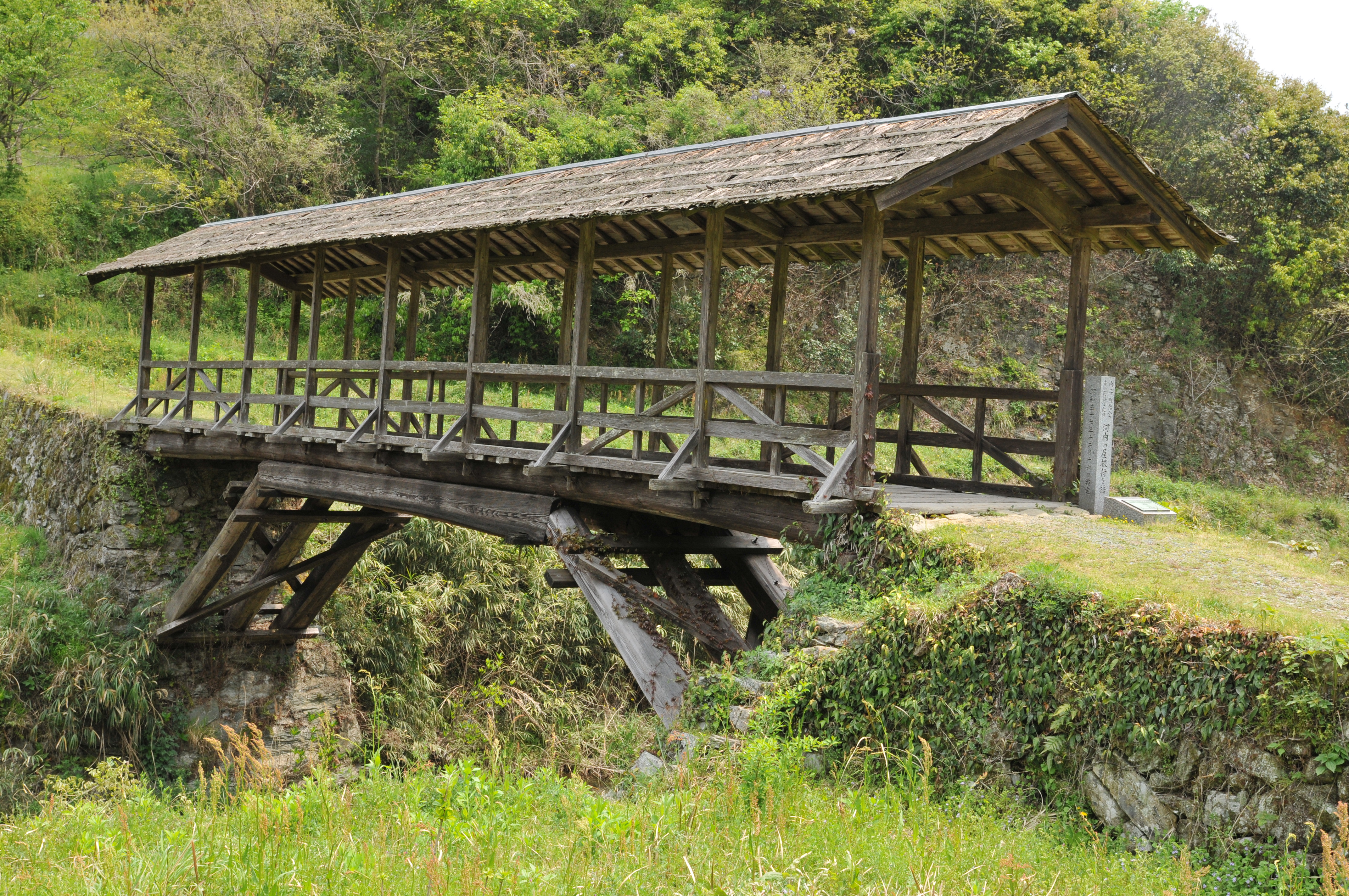
田丸橋

- 八日市護國傳統建築群（八日市護國地區）
- 內子座
- 木臘資料館
- 五十崎風箏博物館
- 天神產紙工廠（手工和紙）
- 村上邸
- 田丸橋（屋根付橋）
- 石畳宿
- 石畳清流園
- 弓削神社
- 小田深山
- 千年森公園
- 夫婦瀑布
- 紅葉瀑布
- 宇都宮神社

## 教育
高等學校
- 愛媛縣立内子高等學校
- 愛媛縣立小田高等學校

## 姊妹、友好城市

### 日本
- 宜野座村（沖繩縣國頭郡）

## 本地出身之人物
- 高畑誠一：企業家、日商（後來的日商岩井、現在的雙日）創辦人
- 大江健三郎：小說作家，1994年諾貝爾文學獎得主
- 森生まさみ：漫畫家
- 高橋龍太郎：企業家、政治家
- 沖野小百合：職業摔角選手
- 冨永昌敬：電影導演
- 森本三義：現任松山大學校長
- 米田吉盛：神奈川大學創辦人、曾任眾議院議員

## 外部連結
- （日語） 內子町觀光協會 （页面存档备份，存于）
- （日語） 內子町商工會 （页面存档备份，存于）
- （日語） 小田之木協會
- （日語） 內子綠色導覽協會
- （日語） 內子町國際交流協會 （页面存档备份，存于）
- （日語） 內子町觀光農園 （页面存档备份，存于）